# حوزه انتخابیه قائنات و زیرکوه
حوزهٔ انتخابیه قائنات و زیرکوه یکی از حوزه‌های استان خراسان جنوبی برای انتخابات مجلس شورای اسلامی است. این حوزه به مرکزیت قائن، ۱ نماینده دارد.

## فهرست نمایندگان
- دورۀ اول: سید علینقی نقوی
- دورۀ دوم: حسین حسینی
- دورۀ سوم: محمدرضا بهزادیان
- دورۀ چهارم: حسین امینی
- دورۀ پنجم: موسی قربانی
- دورۀ ششم: موسی قربانی
- دورۀ هفتم: موسی قربانی
- دورۀ هشتم: موسی قربانی
- دورۀ نهم: جواد هروی
- دورۀ دهم: فرهاد فلاحتی
- دورۀ یازدهم: سلمان اسحاقی
- دورۀ دوازدهم: سلمان اسحاقی

## منبع
- «جدول حوزه‌های انتخابیه در انتخابات نهمین دورهٔ مجلس شورای اسلامی» (PDF). مرکز پژوهش و سنجش افکار صدا و سیما. بایگانی‌شده از اصلی (PDF) در ۵ اكتبر ۲۰۱۸. دریافت‌شده در ۲۲ فوریه ۲۰۱۶. تاریخ وارد شده در |archive-date= را بررسی کنید (کمک)